# Holzham (Neubeuern)
Holzham ist ein Gemeindeteil des Marktes Neubeuern im oberbayerischen Landkreis Rosenheim. Der Ort liegt östlich des Kernortes Neubeuern.
Die Staatsstraße 2359 verläuft westlich. Westlich fließen auch der Sailerbach, der Breitner Bach und der Inn.

## Sehenswürdigkeiten
In der Liste der Baudenkmäler in Neubeuern sind für Holzham zwei Baudenkmale aufgeführt:
- Die im Jahr 1857 erbaute Hofkapelle (Holzham 17) ist ein Satteldachbau mit Dachreiter mit Spitzhelm und ovalen Fenstern. Im Jahr 1936 wurde das Gebäude nach Südwesten erweitert.
- Das im Kern aus dem 17. Jahrhundert stammende ehemalige Zuhaus (Holzham 10) ist ein zweigeschossiger Bruchsteinbau mit Flachsatteldach, Laube und verbretterter Hochlaube. Ende des 18. Jahrhunderts erfolgte ein Umbau.